# Jan Hus (tragedia)

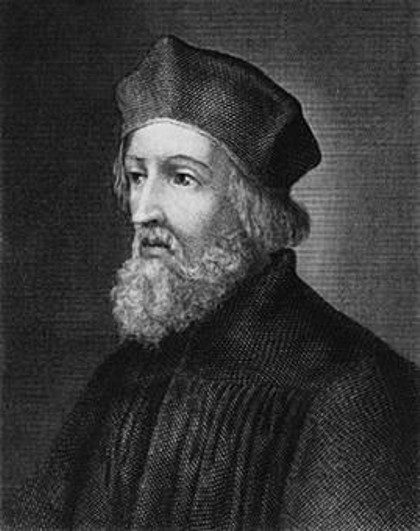
Jan Hus, piętnastowieczny pionierów reformacji

Jan Hus – dramat Josefa Kajetána Tyla poświęcony czeskiemu reformatorowi religijnemu z XV wieku Janowi Husowi, opublikowany w 1848. W ujęciu Tyla Hus jest rzecznikiem demokracji i praw człowieka. Dramaturg akcentuje odwagę głównego bohatera. Utwór jest napisany dziesięciozgłoskowcem.